# بيتر أندرسون (لاعب كريكت أسترالي)
بيتر أندرسون (بالإنجليزية: Peter Anderson)‏ (17 سبتمبر 1968 في أستراليا - ) هو لاعب كريكت أسترالي. لعب مع فريق فكتوريا للكريكت.

## وصلات خارجية
- بيتر أندرسون (لاعب كريكت أسترالي) على موقع إي آس بي آن كريك إنفو (الإنجليزية)